# Euryopa laurae
Euryopa laurae är en skalbaggsart som beskrevs av Wittmer 1996. Euryopa laurae ingår i släktet Euryopa och familjen Phengodidae. Inga underarter finns listade i Catalogue of Life.